# Schwanheim (Bensheim)
Schwanheim ist ein Stadtteil von Bensheim im südhessischen Landkreis Bergstraße mit rund 1400 Einwohnern.

## Geographische Lage
Schwanheim liegt rund drei Kilometer nordwestlich der Kernstadt Bensheim im östlichen Hessischen Ried in der Nähe der Bergstraße auf einer Höhe zwischen 91 und 95 Metern über dem Meeresspiegel und gehört geologisch zum alten Neckar-Schwemmland. Die nächstgelegene Ortschaft ist das rund 200 Meter entfernte Fehlheim im Nordosten, von dem es nur durch den Mühl- und Mittelgraben und den die Ufer begleitenden Wiesenstreifen getrennt ist. Die Gemarkungsfläche beträgt 475 Hektar, davon sind 57 Hektar bewaldet. Im Westen grenzt die Gemarkung an den Jägersburger Wald.

## Geschichte

### Überblick
Besiedlungsspuren und Grabfunde in der Gemarkung reichen bis ca. 2500 v. Chr. zurück. Die erste urkundliche Erwähnung Schwanheims erfolgte am 17. November 765 in einer Schenkungsurkunde im Lorscher Codex (Codex Laureshamensis) als villa, que dicitur Suainheim. Weitere Erwähnungen erfolgten als Sueiheimer marca und uilla Sueinheim im 8. Jahrhundert, als Sueinheim im 10. Jahrhundert, als Sweinheim im 13. Jahrhundert, als Sweynheim und Sweinheim im 15. Jahrhundert, als Schweinhein, Schweynheym oder Schwainheym im 16. Jahrhundert und ab dem 17. Jahrhundert als Schwanheim. Der Ortsname Schwanheim kommt nicht, wie man auf den ersten Blick annehmen könnte, von dem gleichnamigen Tier. Ursprünglich lautete die erste Silbe suain, was so viel wie Sumpf bedeutet.
Die Statistisch-topographisch-historische Beschreibung des Großherzogthums Hessen berichtet 1829 über Schwanheim:

„Schwanheim (L. Bez. Bensheim) luth. Pfarrdorf; liegt 1 St. von Bensheim, und hat 77 Häuser und 480 Einw., die außer 8 Kath. 1 Reform und 14 Juden lutherisch sind. Diese theilen sich ab in 54 Bauern und 24 Handwerker, unter letztern befinden sich 11 Leineweber. – Kaiser Carl der Große schenkte diesen Ort im Jahr 782 dem Kloster Lorsch. Philipp Graf von Katzenellenbogen, erhielt Schwanheim im Jahr 1478 von den Kämmerern von Dalberg um 1200 Goldgulden. Das Dorf war in das Kloster Lorsch gepfarrt, welches einen Geistliche bestellte und unterhielt. Das Patronat besaß Mainz. Schwanheim lag in der Mark des unbekannten Dorfs Hurfelden (vielleicht das jetzige Fehlheim) das Kaiser Carl der Große dem Kloster Lorsch geschenkt hatte.“

Am 17. Dezember 1957 wurde im Nibelungensaal des Lorscher Rathauses der „Wasserbeschaffungsverband Riedgruppe Ost“ gegründet, dem neben Schwanheim auch die damaligen Gemeinden Einhausen, Fehlheim, Rodau und Lorsch angehörten. Im Dezember 1958 wurde daraufhin mit dem Bau des Wasserwerkes „Kannegießer Tannen“ begonnen und ein Jahr später konnte der Verbandsvorsteher in Einhausen verkünden: „Für 15.000 Riedbewohner läuft jetzt Wasser aus den Hähnen – und wir wollen dankbar sein“. Es folgte im September 1960 das Wasserwerk „Kannegießer Tannen“ an der Gemarkungsgrenze zwischen Lorsch und Einhausen. Das mit einem Kostenaufwand von 4,5 Millionen D-Mark errichtete Wasserwerk, zusammen mit den 74 Kilometern verlegter Rohrleitungen, wurde nach dessen Fertigstellung als „Größtes Gemeinschaftswerk des Kreises Bergstraße“ bezeichnet.
An der evangelischen Kirche befindet sich ein Ehrenmal für die Toten Schwanheims des Ersten Weltkriegs.
Im Jahr 1830 wurden 14 jüdische Einwohner in Schwanheim gezählt. Die in Schwanheim lebenden Juden gehörten zur Bensheimer Gemeinde. Die Bensheimer Synagoge wurde, wie fast überall, in der Reichskristallnacht 1938 niedergebrannt und die Wohnungen und Geschäfte jüdischer Familien wurden verwüstet. Bereits nach 1933 waren ein Teil der zu diesem Zeitpunkt aus 160 Personen bestehenden jüdischen Gemeinde Bensheims infolge der zunehmenden Repressalien weggezogen oder ausgewandert. Nach dem Beginn des Zweiten Weltkriegs war dies nicht mehr möglich und 1942 wurden alle noch in Schwanheim lebenden Menschen jüdischer Abstammung in Lager deportiert. Die meisten von ihnen starben in den Lagern durch die schlechten Verhältnisse oder wurden ermordet.
Als sich die amerikanische Truppen am 26. März 1945 Schwanheim näherten, wurden sie von einem deutschen Geschütz unter Feuer genommen. Daraufhin zogen sie sich zurück und Schwanheim wurde von amerikanischer Artillerie beschossen. Gegen 16 Uhr schlugen die ersten Granaten in der Nähe der Kirche ein, die mehrfach getroffen und stark beschädigt wurde. Am Ende des Beschusses waren acht Zivilisten tot und sechs verletzt sowie etliche Häuser zerstört. Am frühen Abend gaben die deutschen Soldaten ihre Stellung auf und zogen ab. Zum Zeichen der Kapitulation wurden daraufhin von der Schwanheimer Bevölkerung weiße Fahnen gehisst und die Panzersperre am Ortseingang abgebaut. Am 27. März zogen die Amerikaner ohne weiteres Blutvergießen durch Schwanheim Richtung Bensheim, das sie wie Lorsch und Heppenheim am gleichen Tag besetzten.

### Verwaltung und Gerichte
In der Obergrafschaft Katzenelnbogen gehörte Schwanheim zum Amt Jägersburg, später in der Landgrafschaft Hessen-Darmstadt und ab 1806 im Großherzogtum Hessen, in welchem die Landgrafschaft aufging, zum Amt Zwingenberg und Jägersburg. 1821 wurden im Rahmen einer umfassenden Verwaltungsreform die Amtsvogteien in den Provinzen Starkenburg und Oberhessen des Großherzogtums aufgelöst und Landratsbezirke eingeführt, wobei Schwanheim dem Landratsbezirk Bensheim zugeteilt wurde. Im Rahmen dieser Reform wurden auch Landgerichte geschaffen, die nunmehr unabhängig von der Verwaltung waren. Die Landgerichtsbezirke entsprachen in ihrem Umfang den Landratsbezirken. Für Schwanheim war damit das Landgericht Zwingenberg als Gericht erster Instanz zuständig. 1832 wurden die Einheiten ein weiteres Mal vergrößert und es wurden Kreise geschaffen. Dabei gelangte Schwanheim im August 1832 in den Kreis Bensheim.
Infolge der Märzrevolution 1848 wurden in den Provinzen, die Kreise und Landratsbezirke des Großherzogtums am 31. Juli 1848 abgeschafft und durch „Regierungsbezirke“ ersetzt, was jedoch bereits am 12. Mai 1852 wieder rückgängig gemacht wurde. Dadurch gehört Schwanheim zwischen 1848 und 1852 zum Regierungsbezirk Heppenheim, bevor wieder der Kreis Bensheim für die übergeordnete Verwaltung zuständig war.
Die hessischen Provinzen Starkenburg, Rheinhessen und Oberhessen wurden 1937 nach der 1936 erfolgten Auflösung der Provinzial- und Kreistage aufgehoben. Zum 1. November 1938 trat dann eine umfassende Gebietsreform auf Kreisebene in Kraft. In der ehemaligen Provinz Starkenburg war der Kreis Bensheim besonders betroffen, da er aufgelöst und zum größten Teil dem Kreis Heppenheim zugeschlagen wurde. Der Kreis Heppenheim übernahm auch die Rechtsnachfolge des Kreises Bensheim und erhielt den neuen Namen Landkreis Bergstraße.
Im Jahr 1961 wurde die Gemarkungsgröße mit 474 ha angegeben, davon waren 57 ha Wald.
Am 1. Februar 1971 wurde die bis dahin selbständige Gemeinde Schwanheim im Zuge der Gebietsreform in Hessen auf freiwilliger Basis nach Bensheim eingemeindet. Für Schwanheim wurde ein Ortsbezirk mit Ortsbeirat und Ortsvorsteher nach der Hessischen Gemeindeordnung eingerichtet.
Die zuständige Gerichtsbarkeit lag bis 1504 bei der „Zent Heppenheim“ und danach beim Zentgericht Zwingenberg, ab 1821 beim Landgericht Zwingenberg, aus dem 1879 das Amtsgericht Zwingenberg hervorging. 1934 wurde das Amtsgericht Zwingenberg aufgelöst und die Aufgaben an das Amtsgericht Bensheim übertragen.
Verwaltungsgeschichte im Überblick
Die folgende Liste zeigt die Staaten bzw. Herrschaftsgebiete und deren untergeordnete Verwaltungseinheiten, in denen Schwanheim lag:
- vor 1479: Heiliges Römisches Reich, Grafschaft Katzenelnbogen, Obergrafschaft Katzenelnbogen, Amt Zwingenberg
- ab 1479: Heiliges Römisches Reich, Landgrafschaft Hessen, Obergrafschaft Katzenelnbogen, Amt Zwingenberg
- ab 1567: Heiliges Römisches Reich, Landgrafschaft Hessen-Darmstadt, Obergrafschaft  Katzenelnbogen (1783: Amt Zwingenberg und Jägersburg)
- ab 1803: Heiliges Römisches Reich, Landg rafschaft Hessen-Darmstadt, Fürstentum Starkenburg, Amt Zwingenberg und Jägersburg
- ab 1806: Großherzogtum Hessen, Fürstentum Starkenburg, Amt Zwingenberg[14]
- ab 1815: Großherzogtum Hessen[Anm. 1], Provinz Starkenburg, Amt Zwingenberg
- ab 1821: Großherzogtum Hessen, Provinz Starkenburg, Landratsbezirk Bensheim[Anm. 2]
- ab 1832: Großherzogtum Hessen, Provinz Starkenburg, Kreis Bensheim
- ab 1848: Großherzogtum Hessen, Regierungsbezirk Heppenheim
- ab 1852: Großherzogtum Hessen, Provinz Starkenburg, Kreis Bensheim
- ab 1871: Deutsches Reich,[Anm. 3] Großherzogtum Hessen, Provinz Starkenburg, Kreis Bensheim
- ab 1918: Deutsches Reich, Volksstaat Hessen,[Anm. 4] Provinz Starkenburg, Kreis Bensheim
- ab 1938: Deutsches Reich, Volksstaat Hessen, Landkreis Bergstraße[15][Anm. 5]
- ab 1945: Amerikanische Besatzungszone, Groß-Hessen, Regierungsbezirk Darmstadt, Landkreis Bergstraße
- ab 1946: Amerikanische Besatzungszone, Hessen, Regierungsbezirk Darmstadt, Landkreis Bergstraße
- ab 1949: Bundesrepublik Deutschland, Hessen, Regierungsbezirk Darmstadt, Landkreis Bergstraße
- ab 1972: Bundesrepublik Deutschland, Land Hessen, Regierungsbezirk Darmstadt, Landkreis Bergstraße, Stadt Bensheim[Anm. 6]

## Bevölkerung

### Einwohnerstruktur 2011
Nach den Erhebungen des Zensus 2011 lebten am Stichtag dem 9. Mai 2011 in Schwanheim 1218 Einwohner. Darunter waren 33 (2,7 %) Ausländer. Nach dem Lebensalter waren 231 Einwohner unter 18 Jahren, 428 waren zwischen 18 und 49, 231 zwischen 50 und 64 und 228 Einwohner waren älter. Die Einwohner lebten in 486 Haushalten. Davon waren 114 Singlehaushalte, 144 Paare ohne Kinder und 180 Paare mit Kindern, sowie 39 Alleinerziehende und 9 Wohngemeinschaften. In 90 Haushalten lebten ausschließlich Senioren und in 327 Haushaltungen lebten keine Senioren.

### Einwohnerentwicklung
| • 1629: | 35 Hausgesesse           |
| • 1806: | 370 Einwohner, 62 Häuser |
| • 1829: | 480 Einwohner, 77 Häuser |
| • 1867: | 560 Einwohner, 92 Häuser |

| Schwanheim: Einwohnerzahlen von 1791 bis 2023 | Schwanheim: Einwohnerzahlen von 1791 bis 2023 | Schwanheim: Einwohnerzahlen von 1791 bis 2023 | Schwanheim: Einwohnerzahlen von 1791 bis 2023 | Schwanheim: Einwohnerzahlen von 1791 bis 2023 |
| --- | --------------------------------------------- | --------------------------------------------- | --------------------------------------------- | --------------------------------------------- |
| Jahr |                                               |                                               |                                               | Einwohner                                     |
| 1791 | 1791                                          |                                               | 288                                           | 288                                           |
| 1800 | 1800                                          |                                               | 356                                           | 356                                           |
| 1806 | 1806                                          |                                               | 370                                           | 370                                           |
| 1829 | 1829                                          |                                               | 480                                           | 480                                           |
| 1834 | 1834                                          |                                               | 496                                           | 496                                           |
| 1840 | 1840                                          |                                               | 525                                           | 525                                           |
| 1846 | 1846                                          |                                               | 555                                           | 555                                           |
| 1852 | 1852                                          |                                               | 534                                           | 534                                           |
| 1858 | 1858                                          |                                               | 540                                           | 540                                           |
| 1864 | 1864                                          |                                               | 561                                           | 561                                           |
| 1871 | 1871                                          |                                               | 524                                           | 524                                           |
| 1875 | 1875                                          |                                               | 528                                           | 528                                           |
| 1885 | 1885                                          |                                               | 526                                           | 526                                           |
| 1895 | 1895                                          |                                               | 452                                           | 452                                           |
| 1905 | 1905                                          |                                               | 562                                           | 562                                           |
| 1910 | 1910                                          |                                               | 574                                           | 574                                           |
| 1925 | 1925                                          |                                               | 584                                           | 584                                           |
| 1939 | 1939                                          |                                               | 795                                           | 795                                           |
| 1946 | 1946                                          |                                               | 785                                           | 785                                           |
| 1950 | 1950                                          |                                               | 810                                           | 810                                           |
| 1956 | 1956                                          |                                               | 719                                           | 719                                           |
| 1961 | 1961                                          |                                               | 730                                           | 730                                           |
| 1967 | 1967                                          |                                               | 756                                           | 756                                           |
| 1970 | 1970                                          |                                               | 846                                           | 846                                           |
| 1980 | 1980                                          |                                               | ?                                             | ?                                             |
| 1990 | 1990                                          |                                               | ?                                             | ?                                             |
| 2000 | 2000                                          |                                               | ?                                             | ?                                             |
| 2007 | 2007                                          |                                               | 1.183                                         | 1.183                                         |
| 2010 | 2010                                          |                                               | 1.225                                         | 1.225                                         |
| 2011 | 2011                                          |                                               | 1.218                                         | 1.218                                         |
| 2015 | 2015                                          |                                               | 1.229                                         | 1.229                                         |
| 2019 | 2019                                          |                                               | 1.284                                         | 1.284                                         |
| 2023 | 2023                                          |                                               | 1.329                                         | 1.329                                         |
| Datenquelle: Historisches Gemeindeverzeichnis für Hessen: Die Bevölkerung der Gemeinden 1834 bis 1967. Wiesbaden: Hessisches Statistisches Landesamt, 1968. Weitere Quellen: LAGIS; 17911800;; Stadt Bensheim; Zensus 2011 |                                               |                                               |                                               |                                               |

### Historische Religionszugehörigkeit
| • 1829: | 457 lutheranische (= 95,21 %), ein reformierter (= 0,21 %), 8 katholische (= 1,67 %) und 14 jüdische (= 2,92 %) Einwohner |
| • 1961: | 607 evangelische (= 83,15 %), 117 katholische (= 16,03 %) Einwohner                                                       |

## Politik

### Ortsbeirat
Für Schwanheim besteht ein Ortsbezirk (Gebiete der ehemaligen Gemeinde Schwanheim) mit Ortsbeirat und Ortsvorsteher nach der Hessischen Gemeindeordnung.
Der Ortsbeirat besteht aus sieben Mitgliedern. Seit den Kommunalwahlen in Hessen 2021 gehören ihm sieben Mitglieder der Wählerliste „Wir für Schwanheim“ (WfS) an. Die Wahlbeteiligung zum Ortsbeirat betrug 54,25 %. Der Ortsbeirat wählte Konrad Klapfenberger (WfS) zum Ortsvorsteher.

### Wappen
Am 31. August 1965 wurde der Gemeinde Schwanheim im Landkreis Bergstraße ein Wappen mit folgender Blasonierung verliehen: Im blauen Schild ein schreitender, rotbewehrter, silberner Schwan.

## Sehenswürdigkeiten und Kultur

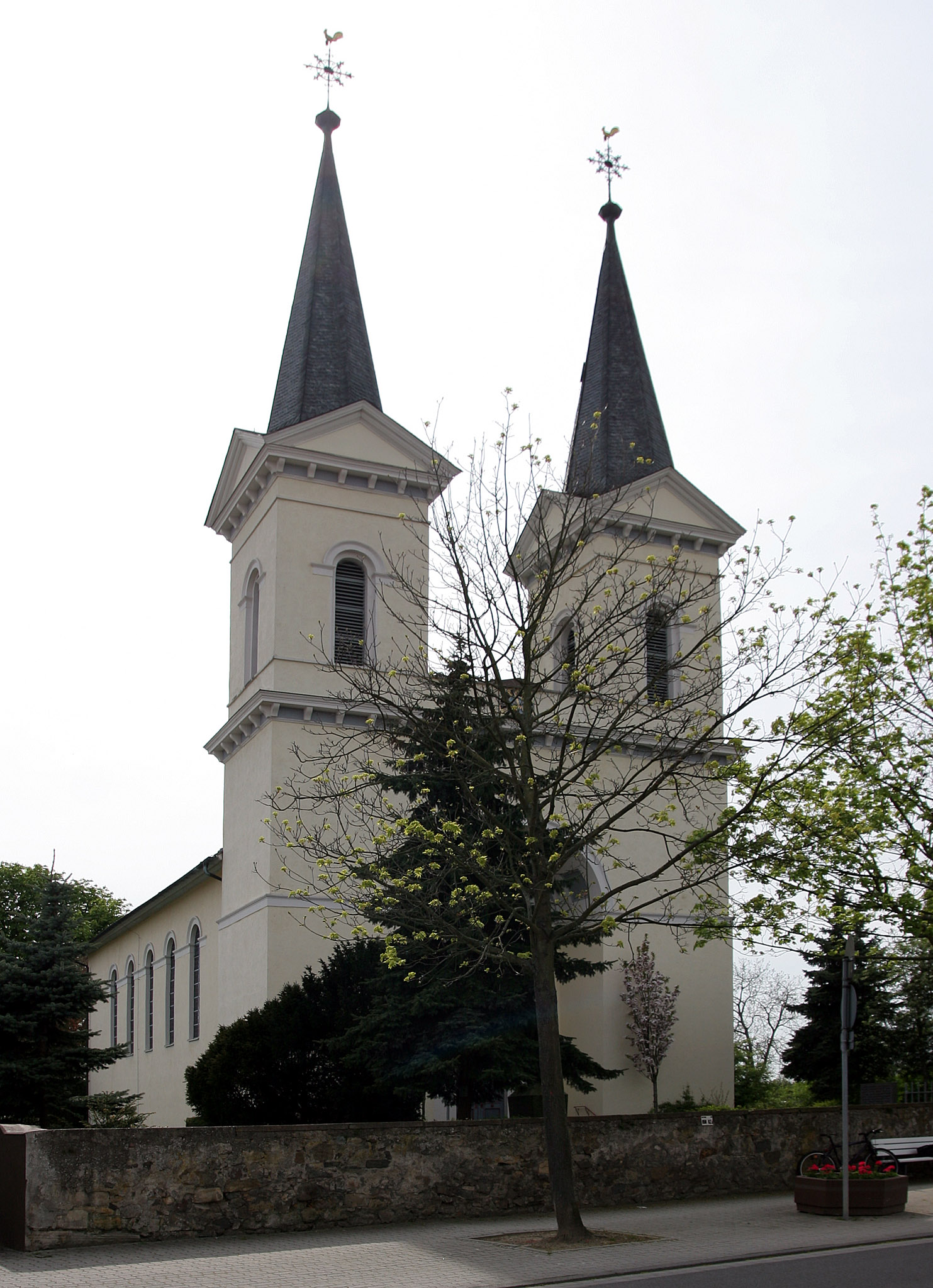
Die evangelische Kirche mit zwei Kirchtürmen

- Die Evangelische Kirche Schwanheim steht an der Stelle mehrerer Vorgängerkirchen. Die erste Nennung einer eigenen Pfarrei stammt aus dem Jahr 1411. Sie wurde 1819–21 nach Plänen Georg Mollers erbaut. Der klassizistische Bau trug ursprünglich Zeltdächer, die 1877 durch hohe schlanke Spitzhelme mit vergoldeten Wetterhähnen ersetzt wurden. Aus dem Jahre 1953 stammt die vergoldete Schrift über dem Portal: „DES HERRN WORT BLEIBT IN EWIGKEIT“.
- Die Gesamtanlage des alten Straßendorfes Schwanheim, wie es sich bis zum Ende des 19. Jahrhunderts entwickelt steht unter Denkmalschutz.
- Im Ortszentrum steht das ehemalige Schul- und Rathaus. Der repräsentative Bau stammt aus dem Jahre 1824 und trägt ein vierseitiges Glockentürmchen.

- Im Jahr 2005 wurde das Dorfleben in der Sendereihe Aufbruch in den Alltag (AidA) des Hessischen Rundfunks dargestellt. Aus dieser Serie entwickelte sich der Wettbewerb „Dolles Dorf“, bei dem Schwanheim nach Siegen in Vorrunde und Halbfinale im Finale im Rahmen des Hessentags am 28. Mai 2006 den 5. Platz unter ursprünglich 51 Dörfern belegte.